# گئورگ کیلیمجیان
گئورگ استپانی کیلیمجیان (ارمنی: Գևորգ Ստեփանի Քիլիմջյան؛ زاده ۱۲ ژوئن ۱۹۳۹) مورخ اهل ارمنستان است.

## زندگی‌نامه
وی در ۱۲ ژوئن ۱۹۳۹ در آتن در به دنیا آمد و از دانشگاه دولتی ایروان فارغ‌التحصیل گشت.  وی به زبان‌های زبان ارمنی، زبان روسی، زبان فرانسوی، زبان یونانی، زبان ترکی استانبولی، و زبان انگلیسی تسلط دارد.  وی همچنین برنده جوایزی همچون آموزگار شایسته جمهوری ارمنستان شد.

## یادداشت
1. ↑  պատմական գիտությունների թեկնածու